# Pseudoeponides
Pseudoeponides es un género de foraminífero bentónico de la subfamilia Epistomariinae, de la familia Epistomariidae, de la superfamilia Asterigerinoidea, del suborden Rotaliina y del orden Rotaliida. Su especie tipo es Pseudoeponides japonicus. Su rango cronoestratigráfico abarca desde el Plioceno hasta la Actualidad.

## Clasificación
Pseudoeponides incluye a las siguientes especies:
- Pseudoeponides aeris
- Pseudoeponides angulatus
- Pseudoeponides compressum
- Pseudoeponides heterogeneus
- Pseudoeponides japonicus
- Pseudoeponides lassis
- Pseudoeponides pauciloculata
- Pseudoeponides pseudotepidus
  - Pseudoeponides pseudotepidus miocenicus
- Pseudoeponides whittakeri

Otras especies consideradas en Pseudoeponides son:
- Pseudoeponides anderseni, aceptado como Helenina anderseni
- Pseudoeponides falsobeccarii, aceptado como Ammonia falsobeccarii
- Pseudoeponides umbonatus, aceptado como Oridorsalis umbonatus